# Calendario (Windows)
Calendar fue una aplicación de calendario incluida con Windows Vista y Windows Server 2008. Permitía gestionar citas y tareas mediante calendarios personales y compartidos. Además, soportaba el formato iCalendar y permitía publicar y suscribirse a calendarios basados en la web mediante HTTP y WebDAV.
En Windows Server 2008, Windows Calendar no está instalado por defecto, pero está disponible si la "experiencia de escritorio" está instalada.
El Calendario de Windows no está disponible en Windows 7 ni en versiones posteriores. Sin embargo, gracias a un archivo alojado en Archive.org, es posible utilizar el calendario de Windows Vista en versiones más recientes de Windows, aunque únicamente se encuentra en inglés.

## Características
Windows Calendar ofrecía diversas características interesantes. Una de ellas era la sincronización con otros servicios, lo que facilitaba la gestión de tus eventos y tareas desde diferentes dispositivos. Además, podías suscribirte a calendarios externos, como los de Google Calendar o Outlook, y ver todos tus eventos en un solo lugar.
Otra funcionalidad útil era la posibilidad de compartir calendarios con otras personas. Esto permitía coordinar eventos y reuniones de manera eficiente. Además, la aplicación te permitía crear grupos de eventos y gestionarlos directamente desde la misma interfaz.
Windows Calendar también incluía un sistema de tareas básico para ayudarte a recordar tus pendientes. Similar a lo que hoy en día es Microsoft To Do.
Aunque no fue ampliamente aclamado, su diseño aero glass, en línea con la estética de Windows Vista, le daba un aspecto visualmente atractivo.

## Recepción
Windows Calendar no fue muy bien recibido por los usuarios. Aunque introdujo una nueva interfaz de usuario y mejoró la seguridad, su lentitud y requisitos de hardware de alta gama fueron motivo de críticas. A pesar de esto, algunos usuarios encontraron útil su capacidad para gestionar citas y tareas mediante calendarios personales y compartidos.